# KKh 060
KKH 060 es una galaxia irregular y una galaxia de bajo brillo superficial localizada en la dirección de la  constelación Leo en una distancia de 4.89 millones de años ligeros de Tierra.
 La galaxia es muy cercana al Grupo Local, pero no es considerado para ser un miembro de él.